# Vallejo (Valdevimbre)
Vallejo es una pedanía perteneciente al municipio de Valdevimbre, situado en El Páramo con una población de 14 habitantes según el INE.
Está situado en la CV-194-14.

## Demografía
Tiene 14 habitantes, 9 varones y 5 mujeres censados en la localidad.